# Cordobulgida bruchi
Genre
Espèce
Cordobulgida bruchi, unique représentant du genre Cordobulgida, est une espèce de solifuges de la famille des Mummuciidae.

## Distribution
Cette espèce est endémique d'Argentine. Elle se rencontre dans la province de Córdoba.

## Publication originale
- Mello-Leitão, 1938 : Solifugos de Argentina. Anales del Museo Argentino, Buenos Aires, vol. 40, p. 1-32.